# Palazzina Liberty (Venafro)
La Palazzina Liberty, progettata dall'ingegner Gioacchino Luigi Mellucci, è tra gli edifici più caratteristici di Venafro, grazie alla sua architettura ed alla sua ubicazione nel laghetto cittadino, parte integrante della sede del Comune.
In origine era uno dei tanti mulini presenti in questa zona della città; in seguito fu trasformata in centrale elettrica per poi diventare, nel dopoguerra, un cinema. Nel 2018 fu completamente ristrutturata e trasformata in un centro polifunzionale.